# Guillaume Le Gentil

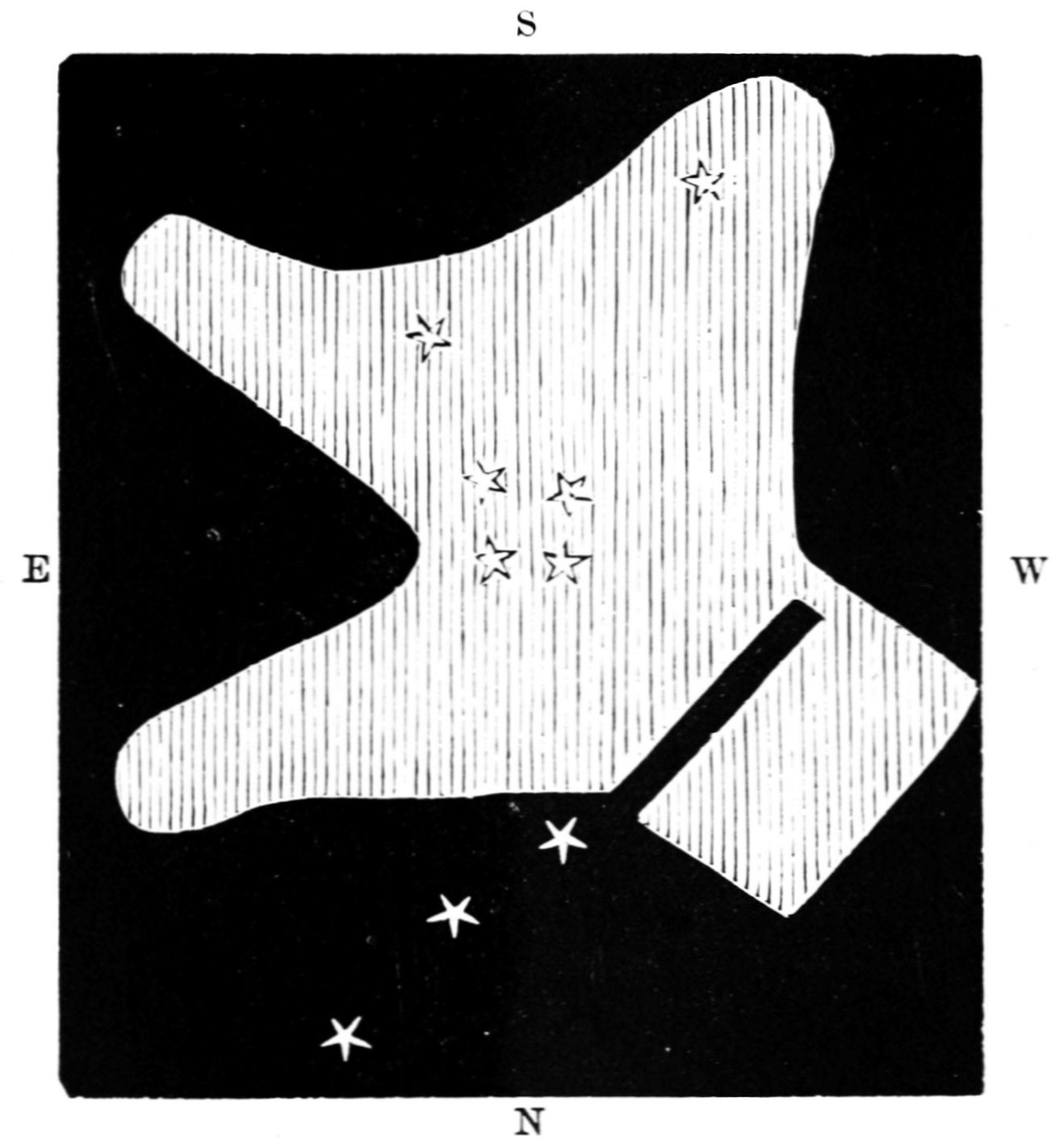
Rysunek Mgławicy Oriona wykonany przez Le Gentila

Guillaume-Joseph-Hyacinthe-Jean-Baptiste Le Gentil de la Galazière, w skrócie Le Gentil (ur. 12 września 1725 w Coutances, zm. 22 października 1792 w Paryżu) – francuski astronom, odkrywca galaktyki Messier 32 i niezależny odkrywca kilku innych.

## Życiorys
Początkowo zamierzał zostać księdzem i studiował w Collège de France w Paryżu. Tam z ciekawości chodził na wykłady z astronomii Josepha-Nicolasa Delisle’a i tak go ta dziedzina nauki zainteresowała, że postanowił porzucić teologię. Został asystentem Jacques’a Cassiniego w obserwatorium paryskim i brał udział w pomiarach geodezyjnych. Oprócz tego rozpoczął obserwacje głębokiego nieba i w 1749 roku odkrył galaktykę Messier 32, oraz niezależnie od Hodierny galaktyki Messier 38 i Messier 36.
W 1753 roku został członkiem Królewskiej Akademii Nauk w Paryżu.
26 lipca 1758 roku podsumował swoje obserwacje i znajomość „mgławic” północnego nieba w pracy zaprezentowanej Królewskiej Akademii Nauk, około miesiąca przed tym, jak Charles Messier odkrył swoją pierwszą mgławicę. Opisał w niej m.in. „Mgławicę” Andromedy oraz Mgławicę Oriona oraz wspomniał o pewnych szczegółach z katalogu de Cheseaux. Praca ta ukazała się drukiem dopiero w 1765 roku w tomie „Mémoires de l'Académie Royale des Sciences” na rok 1759.
W marcu roku 1760, z polecenia Akademii Nauk, Le Gentil wyruszył statkiem w ekspedycję do Pondicherri w Indiach, mającą na celu obserwację tranzytu Wenus w czerwcu następnego roku. Na wyspę Île de France zawinął w lipcu 1760 roku. Tam dowiedział się, że w Indiach wybuchły walki między Francuzami i Brytyjczykami, co skomplikowało sprawę dotarcia do Pondicherri. Le Gentil spędził na Île de France kilka miesięcy, nie mogąc znaleźć środka transportu. W końcu zaokrętował na francuską fregatę Sylphide, która wypłynęła w morze w marcu 1761 roku. Niekorzystne wiatry znacznie opóźniły dotarcie do celu wyprawy, a niedługo przed osiągnięciem wybrzeży Indii załoga dowiedziała się, że Pondicherri zostało zajęte przez Brytyjczyków. W tej sytuacji kapitan statku zarządził powrót na Île de France. Tranzyt Wenus miał miejsce 6 czerwca 1761 roku, i choć Le Gentil mógł go obserwować, to nie był w stanie wykonać pomiarów na kołyszącym się statku. Zdecydował więc przedłużyć swą podróż aż do następnego tranzytu w roku 1769. Pozostał na Île de France, przez kolejnych kilka lat kilkukrotnie odwiedzając Madagaskar i Île de Bourbon, prowadząc obserwacje i badania z geografii, historii naturalnej, fizyki, astronomii, nawigacji, wiatrów i pływów.
W końcu zdecydował, że Manila na Filipinach będzie idealnym miejscem na obserwację tranzytu i 1 maja 1766 roku na pokładzie hiszpańskiego okrętu wojennego opuścił Île de France. Do Manili przybył w sierpniu, jednak po kilku miesiącach pobytu ogarnęły go wątpliwości, czy faktycznie będzie to najlepsze miejsce do obserwacji. W dodatku hiszpański gubernator miasta był podejrzliwy i nieprzyjazny względem Le Gentila. Dowiedziawszy się, że Francuzi odbili Pondicherri, Le Gentil opuścił Manilę na portugalskim statku i w marcu 1768 roku dotarł do celu. Miejscowy gubernator przyjął go z entuzjazmem i poprosił go o wybór lokalizacji dla obserwatorium astronomicznego. Le Gentil postanowił zorganizować obserwatorium w pałacu częściowo zniszczonym przez Brytyjczyków, który służył wówczas za magazyn prochu. W oczekiwaniu na tranzyt przygotowywał obserwatorium i studiował astronomię indyjską. Niestety w dniu tranzytu Wenus 3 czerwca 1769 roku niebo było zachmurzone, przejaśniając się tuż po zakończeniu tego rzadkiego zjawiska. Le Gentil, który latami czekał na ten tranzyt, na kilka tygodni popadł w depresję, w dodatku zachorował na dyzenterię, co opóźniło jego powrót do Francji. Nadal chory w marcu 1770 roku zaokrętował na statek powrotny, jednak musiał wysiąść na Île de France, by się wyleczyć. Po powrocie do zdrowia nie mógł znaleźć statku, który zawiózłby go do domu, a gdy to się udało i wyruszył w rejs, jednostka uległa poważnemu uszkodzeniu w czasie sztormu i trzeba było zawrócić na Île de France. Ostatecznie Le Gentil opuścił wyspę 31 marca 1771 roku na hiszpańskiej fregacie, 1 sierpnia wysiadł w Kadyksie w Hiszpanii, a resztę trasy pokonał drogą lądową.
Do domu dotarł 8 października tego samego roku (11,5 roku od rozpoczęcia podróży). Jak się okazało, został wcześniej uznany za zmarłego, utracił miejsce w Akademii, jego żona powtórnie wyszła za mąż, zaś o majątek toczyli spory jego krewni. W dodatku stracił pieniądze, które powierzył pełnomocnikowi opiekującemu się majątkiem, i mimo sporu w sądzie nie udało się ich odzyskać. W lutym 1772 roku dzięki interwencji króla przywrócono mu stanowisko w Akademii. Później Le Gentil powtórnie się ożenił i urodziła mu się córka.
Wspomnienia z podróży opublikował w dziele Voyage dans les mers de l'Inde wydanym w dwóch tomach w 1779 i 1781 roku.
Zmarł 22 października 1792 roku w Paryżu w wieku 67 lat.
Na cześć astronoma nazwano krater Le Gentil na Księżycu.